# 日本トンデモ本大賞
日本トンデモ本大賞（にほんトンデモぼんたいしょう）は、日本で前年度に刊行された数多の書物の内でもっともトンデモないもの、すなわち最高のトンデモ本を選んでしまおうという企画である。と学会で選定した数冊のノミネート本のほか、一般投票で候補作として推薦された本のうち、最も多くの票を集めた本が大賞とされた。
第1回は1992年に日本SF大会の一コーナーとして行なわれ、第2回以降はこれをきっかけに発足したと学会によって、やはり主に日本SF大会の一部として開催されてきたが、2003年からは同団体主催の独立したイベントになった。
後述の諸事情により、2015年の開催を最後に中止。

## 選考方法・投票の傾向
前年で一年間に発売された書籍の中から「特にトンデモないもの」数冊がノミネートされた。第22回までの選考権者は会長の山本弘。
会長はじめ運営委員を中心とするメンバーによって座談会形式のプレゼンテーションが行われ、ノミネート作の紹介の後それ以外の本も紹介された。大賞受賞作は会場の観客の投票によって決定され、ノミネート作以外にも（当日紹介されていないものも含めて）投票することができた（ノミネート外の作品が次点となったこともあった）。
大賞受賞者には賞状と粗品が送られることになっていたが、会長（京都府出身、大阪在住）名義で郵送していたため、身内への報復を恐れてか、当時大阪に在住していた武田了円には送らなかったという。また、暗号解読系の人が賞に勝手な解釈をしたり、陰謀論系の人が自説の正当性の証明に使ったりしないかといった危惧が（冗談めかして）語られることもある。
初期の受賞作には内容が独創性の強いもの、「濃い」ものが多かったが、近年の傾向としては、内容はあまり深くないがインパクトの強いもの、間違いや突込みどころが多いものが大賞に選ばれる傾向が強い。

## 受賞リスト
- 第1回（1992年） - 川尻徹 『ノストラダムス複合解釈』 ISBN 4195047072、『ノストラダムス戦争黙示』 ISBN 4195045312　徳間書店（トクマブックス）
- 第2回（1993年） - 三上晃 『植物は警告する』[注釈 3] ISBN 4884812913　たま出版
  - 特別賞 會津信吾&横田順彌 (南沢十七 『緑人の魔都』 復刻の功績により)
- 第3回（1994年） - 小石泉 『悪魔最後の陰謀』 ISBN 4887190131　第一企画出版（キリスト教根本主義系陰謀論）[注釈 4]
  - 特別賞 大槻義彦教授（超常現象研究を混乱させ、自分も珍妙な理論を発案し広めた功績から）[注釈 5]
- 第4回（1995年） - ヤミリ・キリー 『アトランティスのミンダ王女 500機のUFO従え「生命の樹」へ』 （桑原啓善監修） ISBN 4795291829　でくのぼう出版（「人類を守るためサタンと戦っている」という内容）[注釈 6]
- 第5回（1996年） - 武田了円 『世界の支配者は本当にユダヤか』 ISBN 4887190271　第一企画出版（ニャントロ人）
- 第6回（1997年） - 松平龍樹 『発情期ブルマ検査』[注釈 7][注釈 8] ISBN 4576961764　マドンナ社（マドンナメイト文庫）（ヒロインがアニメファンという異色の官能小説）。
- 第7回（1998年） - シャーマン武田 『想造結果』 ISBN 4884819446　たま出版（「人間の意識が現実を創造する」とする説）
- 第8回（1999年） - 阿修羅王 『異次元の扉』 ISBN 488629278X　鳥影社（エロスな心霊体験）
  - 特別功労賞 五島勉（1999年7月になったことから）
- 第9回[注釈 9]（2000年） - 山下弘道 『大地からの最終警告』 ISBN 4812700116　たま出版（陰謀論＆超古代文明）[注釈 10]
- 第10回[注釈 11]（2001年） - 渓由葵夫 『奇想天外SF兵器』 ISBN 4883173399　新紀元社（間違いだらけのSF解説書）
- 第11回（2002年） - 天野仁 『忍者のラビリンス』 ISBN 4789301087　創土社（オカルト交じりの忍者論）
- 第12回[注釈 12]（2003年） - 村津和正 『歯は中枢だった』[注釈 13]ISBN 4990066626　KOS九州口腔健康科学センター（歯を生物の中心とみなす疑似医学）
- 第13回（2004年） - 塩瀬中乗 『ガチンコ神霊交友録』[注釈 14] ISBN 4879195847　三交社
- 第14回（2005年） - 副島隆彦 『人類の月面着陸は無かったろう論』 ISBN 4198618747　徳間書店（アポロ計画陰謀論）[注釈 15]
- 第15回（2006年） - 前田文彬 『量子ファイナンス工学入門』[注釈 16] ISBN 4817191457　日科技連出版社（量子論とファイナンス論という異色の取り合わせ。文部科学省から科学研究費補助金が出ている点も評価された）
- 第16回（2007年） - 枡谷猛 『人類の黙示録』 ISBN 4286003981　文芸社（「世界の歴史は日本の歴史を繰り返す形で動く」とする説に基づく近未来の世界情勢の予言[注釈 17]） 
  - 特別賞[注釈 18] 木村守一『絹と立方体』（フィクションなどに登場する「架空の文字」を集めた自費出版本）、MOSAIC.WAV「ギリギリ科学少女ふぉるしぃ」（疑似科学をパロディにした楽曲）
- 第17回（2008年）[注釈 19] - ウォレス・ワトルズ 『富を「引き寄せる」科学的法則』（『The science of getting rich 』）[注釈 20] ISBN 4042972012（英語版原本の刊行が1911年であり、その理論は20世紀の歴史を通じて多くが否定されたにもかかわらず、近年になって日本語訳されて「新しい理論」として話題となった）
- 第18回（2009年） - 船瀬俊介 『新・知ってはいけない!?』ISBN 4198626332　徳間書店（日本人だけが知らない世界の100の常識を紹介するシリーズの第2弾。中には科学的根拠のあるものも含むものの、結果的には典型的な陰謀論・トンデモ説の現状を集成する内容になってしまっているとしている。[注釈 21]）
- 第19回（2010年） -  杉山徹宗 『平和宇宙戦艦が世界を変える』ISBN 4829504587　芙蓉書房出版
- ベスト・オブ・ベスト[注釈 22]（2011年） - 副島隆彦 『人類の月面着陸は無かったろう論』
- 第20回[注釈 23]（2011年） - 大川隆法 『宇宙人との対話』ISBN 4863950470　幸福の科学出版
- 第21回（2012年） - 泉パウロ 『3・11［人工地震説の根拠］衝撃検証　本当かデマか』ISBN 4905027438　ヒカルランド
- 第22回（2013年） - ポストメディア編集部 編 『お城でBL』ISBN 9784758012713　一迅社（城を擬人化してBL的な意味で「城攻め」する本）
- 2014年度 - 諸般の事情により、史上初の中止となった[3]。後にそれまで候補作を選んでいた山本弘がと学会を退会したことが理由と発表された[4]。
- 第23回（2015年） - 文部科学省 『私たちの道徳　小学五・六年生』ISBN 978-4-331-75187-9　廣済堂あかつき[5]（似非科学の江戸しぐさが載っている。文部科学省作成という点も評価された。）
- 2016年度 - 諸般の事情により、2度目の中止となった[6]。

2度目の中止となった2016年度以降、開催されていない。

## 備考
- 選考会の様子の一部は、『と学会年鑑』で読むことができる。
- と学会が独立してイベントを行うようになった背景には、SF大会が日本各地で開かれるため遠隔地や交通機関のアクセスが悪い所が会場となる場合もあるというデメリットがある。実際開催地が島根県玉造温泉であった第11回ではパネリストのと学会メンバーの集まりが悪く、イベント終了後からと学会の自主開催で毎年東京で開催する方針が持ち上がり結果この年が最後のSF大会内開催となった。
- 2015年、ドイツにおいてGoldener Aluhutという似たような賞が発足した。Aluhutとはアルミホイルで作った帽子のことで、電磁波の影響やマインドリーディング・マインドコントロールを防いだり、宇宙と交信したりする意図で使われる。